# Parasite single
Parasite single (パラサイトシングル?, parasaito shinguru) è un termine della lingua giapponese, derivato dall'inglese, che sta a indicare un uomo celibe, o una donna nubile, che sceglie di vivere coi genitori anche dopo aver superato i trent'anni, al fine di semplificarsi l'esistenza e godere di una vita agiata.
Il fenomeno non si limita alla società giapponese; fenomeni analoghi o simili si possono trovare anche in altre culture, come ad esempio in Italia, in Germania, nel Regno Unito, negli Stati Uniti, in Argentina e in Brasile. A esso sono stati dedicati alcuni film, come il francese Tanguy del 2001 e il suo remake statunitense del 2006, A casa con i suoi.

## Origine del termine
L'espressione parasite single (in italiano “single parassita”) apparve per la prima volta in un articolo del 1997 del quotidiano giapponese Nihon Keizai Shinbun, coniata dal docente di sociologia dell'università Gakugei di Tokyo Masahiro Yamada (ispirandosi al romanzo e al film Parasite Eve), per definire i giovani tra i 20 e i 34 anni che, pur potenzialmente indipendenti dal punto di vista economico, continuano a vivere a casa dei genitori e a dipendere da loro per vitto e alloggio. Inoltre lo stile di vita dei parasite single è caratterizzato dalla volontà di non contribuire alle spese domestiche, dallo spendere lo stipendio in prodotti di marca, viaggi e divertimenti e dallo rimandare il matrimonio il più possibile.

## Diffusione del fenomeno

### In Giappone

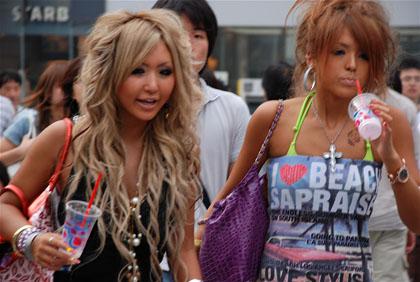
Negli anni novanta il fenomeno dei parasite single interessava maggiormente le donne giapponesi

Nella seconda metà degli anni novanta il fenomeno dei parasite single interessava circa dieci milioni di giovani giapponesi (per lo più lavoratori a tempo indeterminato tra i 20 e i 29 anni), di cui la maggior parte donne, non più disposte a vestire i ruoli tradizionali di una società che ha sempre avuto al centro di tutto l'uomo.
Fenomeno quest'ultimo che si lega ad un'altra definizione diffusa nel Paese asiatico, le mukkekon sedai, ragazze che non desiderano sposarsi né avere figli, comportando un calo delle nascite nel Paese. A questa tendenza, Yamada fa ricondurre alcuni effetti negativi per l'economia giapponese, come l'alta richiesta di beni di lusso sommata a un calo della domanda di beni durevoli come abitazioni e beni correlati a essa (elettrodomestici o mobili).
Nel 1980 la percentuale dei giovani giapponesi non sposati di età compresa tra i 30 e i 34 anni era di 21,5% per gli uomini e 9,1% per le donne, meno di 1 giapponese su 3. Nel 1995 il rapporto era salito al 37,3% per gli uomini e al 19,7 % per le donne, e oltre il 50% degli uomini non sposati trentenni vivevano in casa (oltre il 70% fra le donne). Nel 2010 il numero di parasite single di età compresa tra i 35 e i 44 anni era di tre milioni di persone, di cui l'11,5% senza lavoro; secondo un'altra indagine del 2016, i giapponesi di età compresa tra i 35 e i 54 anni che vivevano ancora con i genitori erano invece 4,5 milioni. Yamada ha individuato nell'incremento del numero di persone che hanno scelto di vivere nelle periferie delle grandi città una delle cause del fenomeno: lì infatti risulta più semplice spostarsi per andare al college o al lavoro e nei dintorni della città vi è anche una minore pressione sociale verso il matrimonio per le donne, o meno difficoltà di trovare lavoro per gli uomini. Si ritiene che questi giovani siano i figli del boom economico degli anni sessanta, grazie al quale molte famiglie divennero benestanti, con i primi che non avevano più la stretta necessità di abbandonare la famiglia per cercare lavoro.
Dagli anni duemila essere dei parasite single non è più una scelta libera e consapevole. In Giappone infatti, in cui il costo delle case e degli affitti è notoriamente alto, ed è ultimamente caratterizzato dalla generazione in cui dilagano i freeter (lavoratori che passano da un lavoro a tempo determinato a un altro, o vivono di più lavori part-time senza riuscire a trovare un posto fisso), se un single parassita decide di rendersi indipendente rinuncia, in media, a due terzi delle proprie entrate.

### Nelle altre culture

#### "Bamboccioni" italiani

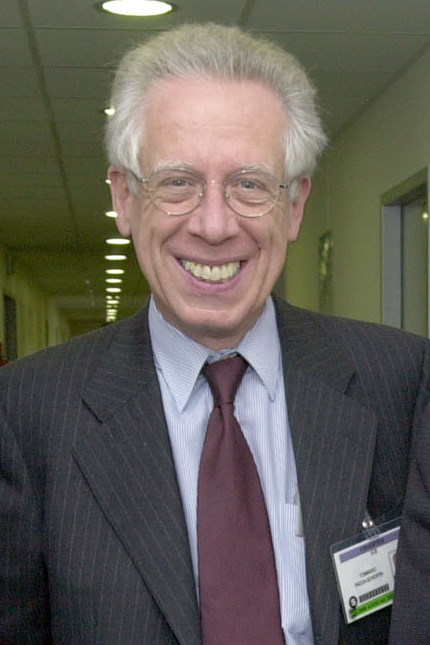
L'ex ministro Tommaso Padoa-Schioppa, coniò il termine bamboccione nel 2007

In Italia il fenomeno del parasite single è noto con il termine bamboccione, coniato nel 2007 dall'allora Ministro dell'economia e delle finanze Tommaso Padoa-Schioppa per definire i giovani che restano con i genitori, non si sposano e non diventano autonomi. La scelta dell'epiteto fu oggetto di forti polemiche da parte delle diverse parti politiche: la destra sostenne che il termine scherniva in modo eccessivo i giovani in difficoltà nel trovare casa, lavoro e indipendenza; la sinistra la reputò «una battuta infelice».
La percentuale di bamboccioni in Italia è salita dal 49% del 1983 al 59% del 2009, la quale raggiunge il 90% considerando solo gli under 24. Per quanto riguarda la fascia 30-34 anni la percentuale sfiora il 29% (30% fra gli uomini e 20% per le donne).
Tuttavia, solo per il 31,4% si tratta di una libera scelta, in quanto, nei primi anni duemiladieci, la prolungata convivenza dei figli con i genitori dipendeva soprattutto dai problemi economici (40,2%) e dalla necessità di proseguire gli studi (34%). Uno studio del 2002 condotto dall'Economic and Social Research Council ha evidenziato che il 50% degli uomini italiani ultratrentenni viveva ancora con i genitori anche dopo aver raggiunto l'indipendenza finanziaria.
Secondo un rapporto Istat pubblicato nel dicembre 2009 la percentuale dei giovani italiani fra i 18 e i 39 anni che vivono ancora con i genitori raggiungeva il 72,9%, dei quali il 44,8% confessava di stare «bene così mantenendo la sua libertà». Nel 2013, secondo un'analisi della Coldiretti, oltre un quarantenne su quattro si manteneva grazie alla “paghetta” dei genitori, ossia il 28% dei giovani tra i 35 ed i 40 anni, mentre la percentuale raggiungeva il 43% nella soglia d'età compresa tra i 25 e i 34 anni e l'89% tra i giovani con età tra 18 e 24 anni.

#### Germania
In Germania i parasite single sono altresì noti come nesthocker (parola tedesca che definisce quegli uccelli che hanno bisogno di essere nutriti dai genitori per sopravvivere), i quali vivono ancora nell'Hotel Mama, un termine ironico usato per definire la casa dei genitori, in quanto le faccende domestiche e la cucina dei pasti vengono affidate esclusivamente alla madre. Secondo uno studio effettuato dallo Statistisches Bundesamt (l'ufficio federale di statistica tedesco) risalente al 2010, la percentuale tra i giovani tra i 18 e i 24 anni che vivevano mantenuti dai genitori era del 71%, con un incremento del 6% rispetto al 2000. Secondo un altro studio del 2010, la Germania risulterebbe comunque uno dei Paesi in cui i giovani abbandonano prima la casa dei genitori per diventare indipendenti.

#### Basement dweller
In inglese esiste il termine basement dweller, usato per descrivere coloro che trascorrono tutto il loro tempo su Internet. Sebbene la parola basement suggerisca che il seminterrato, lo scantinato o la cantina dei genitori sia il posto in cui viene passato il tempo, non è sempre così. L'epiteto può essere applicato a tutti coloro che passano più tempo davanti a un computer piuttosto che a socializzare con gli altri, senza uscire di casa per molto tempo. Il fenomeno è associato in qualche modo ai parasite single, che in Gran Bretagna, precisamente in Irlanda, raggiungono il 61% nella fascia d'età 20-30 anni, la terza più alta percentuale in Europa dopo Italia e Spagna. Uno studio del 2005 condotto dalla BBC ha ricercato le cause di questa situazione nei prezzi troppo alti degli immobili, costringendo i figli a dipendere dai propri genitori fino ai 30 anni. Inoltre lo studio suggerisce che una coppia di genitori su sette si è vista costretta ad elargire un prestito ai propri figli nel tentativo di aiutarli.

#### Brasile
Un concetto diverso di parasite single si trova invece in Brasile, dove i giovani, pur lasciando la casa dei propri genitori, fanno ancora affidamento dal punto di vista economico su di essi. Questo fenomeno è conosciuto col nome di paitrocínio, un gioco di parole con i termini pai (padre) e patrocínio (tutela). Le ragioni per uscire di casa prima di raggiungere l'indipendenza finanziaria variano, ma in gran parte sono dovute all'inizio degli studi in un college o di una carriera incerta con redditi iniziali piccoli come nelle arti e nello sport.

## Cause
La decisione di un figlio adulto di risiedere con i genitori è determinata a volte da pura necessità e a volte da una chiara scelta volontaria. Molti aspetti della cultura giapponese e dell'economia aumentano la probabilità che un figlio scelga di vivere a casa propria fino all'età adulta. Inoltre, disturbi dissociativi tipici del Paese nipponico quali la riduzione o l'eliminazione dei rapporti sociali con il mondo esterno, esclusi i genitori, e una interdipendenza malsana con questi ultimi sono almeno in parte presenti nel fenomeno del parasite single.

### Struttura della famiglia giapponese
L'usanza di vivere con i genitori, anche dopo la laurea universitaria, non è una novità in Giappone per i giovani adulti; in passato, molti giovani vivevano con i genitori fino al matrimonio. Inoltre, soprattutto i figli maschi, hanno un particolare legame simbiotico e dipendente con le madri, le quali sono note per impegnarsi nella loro cura ed educazione, perfino a discapito dello sviluppo sociale e fisico e del loro benessere emotivo. Tuttavia, all'interno di famiglie numerose, soprattutto con a disposizione un piccolo spazio residenziale, era più probabile che il secondo o il terzo figlio decidesse di lasciare la casa dei genitori dopo la laurea in cerca di più spazio e libertà. Tra il 1960 e il 1995, la famiglia media si è ridotta da 4,1 a 2,8 membri. Nel frattempo, tra il 1960 e il 1998, la quantità di spazio abitativo per persona è aumentato di 2,4 volte. Negli anni più recenti, la diminuzione del numero medio di figli per famiglia a uno o massimo due ha aumentato la probabilità che un figlio adulto sia più propenso a scegliere di vivere con i suoi genitori.

### Ritardo del matrimonio
Un'altra causa del fenomeno sembra essere la tendenza dei giapponesi a contrarre sempre più tardi matrimonio, infatti in Giappone l'età media del primo matrimonio è pari a 28,6 anni per gli uomini e 26,7 anni per le donne, media che dal 1970 è salita rispettivamente di 1,7 anni e 2,5 anni. Ciò comporta anche un abbassamento dei tassi di fertilità nelle donne giapponesi e questo a sua volta, riduce ulteriormente la dimensione media delle famiglie e produce un corrispondente aumento dello spazio familiare disponibile, aumentando così la probabilità che giovani scelgano di rimanere nella residenza familiare.

### Costo della vita elevato
Vivere con i genitori ha i suoi vantaggi economici, soprattutto per i giovani che non dispongono di stipendi elevati. La maggior parte dei figli adulti che vive in casa non paga l'affitto o non contribuisce all'acquisto di beni di consumo durevoli. La vita è più conveniente per loro in quanto i loro genitori spesso forniscono servizi di pulizia, lavanderia e pasti. In effetti, l'85% affida ai propri genitori questi compiti quotidiani, e molti di essi sono agevolati da entrate per spese extra. Nel 1997, circa il 50% dei giovani uomini e donne che vivevano con i loro genitori hanno ricevuto una qualche forma di assistenza finanziaria.
Tale sostegno dei genitori consente al parasite single di spendere il proprio tempo e il proprio stipendio esclusivamente per se stesso. Secondo Yamada questo può essere vantaggioso per il futuro, in modo che un giorno essi avranno abbastanza soldi per sposarsi e avere una famiglia, e, in generale, ciò avvantaggia più gli uomini delle donne. D'altra parte, tra i parasite single è diffusa l'usanza di disporre dei propri stipendi come reddito disponibile per acquisti onerosi. In poche parole Yamada ha riassunto che essi «gettano un'ombra sulla salute della società nel futuro».

## Conseguenze

Una delle peggiori conseguenze del fenomeno è il calo del tasso di natalità

L'aumento del numero di parasite single ha avuto immediati effetti a breve termine per l'economia giapponese, per esempio nella vendita di beni durevoli. Yamada attribuisce il crollo delle vendite di tali prodotti al numero crescente di parasite single.
Un'altra conseguenza è l'aumento del lavoro part-time tra i giovani. Negli anni precedenti, i giovani potevano scegliere tra il lavoro a tempo pieno e quello parziale a seconda delle loro esigenze, oggi, tuttavia, a causa della prolungata recessione, questo è l'unico tipo di lavoro che molte persone possono ottenere; i giovani che lavorano part-time sono chiamati freeter. Secondo uno studio del Ministero del Lavoro, il numero di freeter è cresciuto di più di 500 000 unità a partire dal 1992 e ha raggiunto 1,5 milioni nel 1997. Inoltre, secondo uno studio del 1999, il 23% dei laureati non è riuscito a trovare un lavoro a tempo pieno ed è stato costretto a ripiegare su un lavoro part-time.
Contrariamente alle conclusioni generali di Yamada sui consumi di beni durevoli, le abitudini di spesa dei parasite single in realtà potrebbe star facendo salire la domanda di acquisto. Sebbene essi non provvedano all'acquisto di beni durevoli, dispongono di notevoli risorse a disposizione da spendere in altri beni e servizi. Anche se per la maggior parte, le vendite sono in calo, alcuni beni sono sfuggiti agli effetti della recessione prolungata. Ad esempio, le vendite di prodotti di design esclusivi come Hermes o Louis Vuitton non sono cambiate, probabilmente perché la domanda creata dalle donne single benestanti non ha registrato un calo. Tuttavia, i giovani giapponesi ventenni appaiono più cauti nello spendere soldi rispetto alle generazioni precedenti. È possibile che essi acquistino un oggetto costoso, ma il loro tenore di vita resta tuttavia molto modesto.
Una delle conseguenze a lungo termine più gravi di questo fenomeno è soprattutto il calo del tasso di natalità, che nel 2005 ha toccato il minimo storico facendo registrare durante l'anno un numero superiore di morti rispetto al numero delle nascite. Inoltre, nel 2010 il tasso di convivenza tra giovani uomini e donne scese sotto il 2% (1,6%), mentre nel 2008 il tasso di natalità fuori dal matrimonio raggiungeva appena il 2.1%.